# 瓦珀尔费尔德
瓦珀尔费尔德（德語：Wapelfeld）是德国石勒苏益格－荷尔斯泰因州的一个市镇。总面积8.11平方公里，总人口321人，其中男性154人，女性167人（2011年12月31日），人口密度40人/平方公里。